# Кох, Юрген
Юрген Кох (нем. Jürgen Koch; род. 1 января 1973, Траун, Верхняя Австрия, Австрия) — австрийский бадминтонист.
Участник Олимпийских игр 1992 в одиночном и парном разрядах. В одиночном разряде в первом раунде победил Штефана Куля из Германии 2:1. Во втором раунде уступил Вонг Вай Лап из Гонконга 1:2. В парном разряде в первом раунде пара Ганнес Фукс/Юрген Кох уступила паре Анил Каул/Дэвид Гамбл из Канады 0:2.

## Спортивные достижения
- чемпион Австрии
  - в одиночном разряде (1990, 1991, 1997, 1998, 1999, 2000, 2001, 2002, 2003, 2004, 2005, 2007, 2008)
  - в парном разряде (1990, 1991, 1993, 1994, 1997, 1999, 2000, 2001, 2002, 2009, 2010)
  - в смешанном парном разряде (1997, 2009, 2010)
- победитель Canadian Open в смешанном парном разряде (1994)
- победитель Czech International в смешанном парном разряде (1994)
- победитель Slovenian International
  - в одиночном разряде (1994, 2002)
  - в парном разряде (2009)
- победитель Hungarian International
  - в парном разряде (2005)
  - в смешанном парном разряде (1995)
- победитель Slovak International в парном разряде (1996, 1997, 2005)
- победитель Austrian International
  - в одиночном разряде (1998)
  - в парном разряде (2006)
- победитель Romanian International в парном разряде (2010)